# هولدن (ماساچوست)
هولدن (به انگلیسی: Holden) شهرکی در شهرستان ورچستر ایالت ماساچوست می‌باشد که در سال ۱۷۴۱ بنیان‌گذاری شده‌است. این شهرک در سرشماری سال ۲۰۱۰ میلادی، ۱۷٬۳۴۶ نفر جمعیت داشته‌است.